# Apatura aurosquamosa
Apatura aurosquamosa är en fjärilsart som beskrevs av Gillmer 1905. Apatura aurosquamosa ingår i släktet Apatura och familjen praktfjärilar. Inga underarter finns listade i Catalogue of Life.